# (23318) Salvadorsanchez
(23318) Salvadorsanchez (2001 BT13) – planetoida z pasa głównego asteroid okrążająca Słońce w ciągu 5,72 lat w średniej odległości 3,2 j.a. Odkryta 20 stycznia 2001 roku.